# Conus flamingo
Espèce
Conus flamingo est une espèce de mollusques gastéropodes marins de la famille des Conidae.
Comme toutes les espèces du genre Conus, ces escargots sont prédateurs et venimeux. Ils sont capables de « piquer » les humains et doivent donc être manipulés avec précaution, voire pas du tout.

## Description
La taille de la coquille varie entre 16 mm et 27 mm.

## Distribution
'Locus typicus :. Au large de Dania, Broward County, Florida, USA. 
Cette espèce marine d'escargot à cône se trouve au large de la Floride orientale, à une profondeur de 46 mètres.

## Taxonomie

### Publication originale
L'espèce Conus flamingo a été décrite pour la première fois en 1980 par le malacologiste américain Edward James Petuch (d) dans la publication intitulée « Proceedings of the Biological Society of Washington »,.

### Synonymes
- Conus (Dauciconus) flamingo Petuch, 1980 · appellation alternative
- Gradiconus flamingo (Petuch, 1980) · non accepté
- Tuckericonus flamingo (Petuch, 1980) · non accepté

## GenreConus

### Identifiants taxinomiques
Chaque taxon catalogué par les bases de données biologiques et taxonomiques possède un identifiant qui permet d'établir un point de référence. Les identifiants de Conus flamingo dans les principales bases sont les suivants :
CoL : 5ZY33 - GBIF : 5193258 - iNaturalist : 129302 - IRMNG : 10233136 - SeaLifeBase : 75399 - TAXREF : 6365 - WoRMS : 429362